# The Grand
A The Grand 2007-ben bemutatott amerikai vígjáték. A filmet Zak Penn rendezte és írta is Matt Bierman társaságában, a zenéjét pedig Stephen Endelman szerezte. A történet egy pókerversenyt követ nyomon, amit a színészek alakításával párhuzamosan valódi pókerjátékosok játszottak le, így a film cselekménye ezek eredményeit lekövetve alakult. A film szereplői közt megtalálható Woody Harrelson, Cheryl Hines, David Cross és Chris Parnell.
A filmet először a CineVegas Nemzetközi Filmfesztiválon mutatták be 2007. június 7-én, majd 2008. március 21-én kezdték el vetíteni az Amerikai Egyesült Államok mozijaiban. Magyarországon egyelőre nem került bemutatásra.

## Cselekmény
A történet a The Grand elnevezésű Texas hold 'em pókerverseny körül forog, ahol nyeremény kerek tízmillió dollár. Ezen a versenyen indul Jack Faro, a leszokóban lévő drogfüggő, aki már 75-ször volt házas eddig. A versenyt eredetileg Jack nagyapja, Jiminy Faro alapította, Jacknek pedig arra kell a fődíj, hogy kifizesse a kölcsönt, amit a családja kaszinójára, a The Rabbit's Footra kapott. Versenytársai mind online versenyen nyerték el a helyüket. Köztük van az egymással folyton rivalizáló Schwartzman ikerpár; a még mindig édesanyjával élő zseni, Harold Melvin; a matematikatanár Andy Andrews; a vegasi veterán Deuce Fairbanks és "A Német" nevű csaló, aki kisállatokat áldoz fel rituálisan, hogy azok szerencsét hozzanak neki az asztalnál.

## Szereplők
| Színész         | Szerep              |
| --------------- | ------------------- |
| Woody Harrelson | Félszemű Jack Faro  |
| David Cross     | Larry Schwatzman    |
| Cheryl Hines    | Lainie Schwartzman  |
| Werner Herzog   | A Német             |
| Jason Alexander | Dr. Yakov Achmed    |
| Dennis Farina   | Deuce Fairbanks     |
| Ray Romano      | Fred Marsh          |
| Barry Corbin    | Jiminy "Lucky" Faro |
| Michael McKean  | Steve Lavisch       |
| Gabe Kaplan     | Seth Schwartzman    |
| Andrea Savage   | Renee Jensen        |
| Estelle Harris  | Ruth Melvin         |